# Sagittarius A
Sagittarius A (en abrégé Sgr A) est une source radio complexe située au centre de notre galaxie. Elle tire son nom de la constellation zodiacale du Sagittaire, dans la direction de laquelle elle est située. Elle est formée de trois composants :
- Sagittarius A Est, les restes d'une supernova ;
- Sagittarius A Ouest, une structure en spirale ;
- Sagittarius A*, une radiosource compacte et extrêmement brillante au centre de la spirale.

Beaucoup d'astronomes pensent que le centre de notre galaxie est occupé par un trou noir supermassif. Il semble que Sagittarius A* soit le candidat le plus plausible pour cette hypothèse.
Bruce Balick (de) (University of Washington) et Bob Brown découvrent en 1974 Sagittarius A*.